# Serge de Beaurecueil
Serge de Beaurecueil (Parigi, 27 agosto 1917 – Bois-Guillaume, 2 marzo 2005) è stato un presbitero e islamista francese, appartenente all'Ordine dei domenicani. I suoi studi vertevano sul sufismo e, in particolare, sulla figura di Abd Allah Ansari di Herat.

## Biografia
Nato nel XVI arrondissement di Parigi, si unì ai domenicani nel 1935 e studiò a Le Saulchoir sotto la guida di Marie-Dominique Chenu.
Ordinato sacerdote nel 1943, tre anni più tardi fu uno dei tre fondatori dell'Istituto Domenicano di Studi Orientali (IDEO) del Cairo. Iniziò le sue ricerche sulla mistica musulmana e divenne uno specialista di Khawâdjâ Abdallâh Ansârî, un mistico persiano dell'XI secolo.
Nel 1963 ottenne una cattedra di storia della mistica musulmana all'Università di Kabul. Visse in Afghanistan per vent'anni, dove si dedicò anche ai numerosi orfani e bambini di strada di Kabul. Nel 1983, l'invasione sovietica lo costrinse a lasciare il Paese.

## Opere

### Opere su Ansârî
- Commentaire du Livre des étapes, (Les étapes des itinérants vers Dieu), IFAO 1954
- Livre des étapes, édition critique, 1962.
- Khwâdja 'Abdullāh Ansārī (396-481/1006-1089), mystique hanbalite, Beyrouth, 1965.
- Abdallâh Ansârî, Chemin de Dieu. Trois traités spirituels (Les cent terrains - Les étapes des itinérants vers Dieu - Les déficiences des demeures), traduits du persan et de l'arabe, présentés et annotés par Serge de Beaurecueil, Arles, Sinbad / Actes Sud, 1997.
- Abdallâh Ansârî, Cris du Cœurr (Munâjât, trad. du persan, prés. et annot. par Serge de Beaurecueil, préf. de Mohammad Ali Amir-Moezzi, Paris, Éditions du Cerf, coll. « Patrimoines Islam », 2010.

### Opere sull'Afghanistan
- Nous avons partagé le pain et le sel, Éditions du Cerf, 1965.
- Prêtre des non-chrétiens, Éditions du Cerf, 1968.
- Mes enfants de Kaboul, Éditions J.-C. Lattès, 1983.
- Un chrétien en Afghanistan, Éditions du Cerf, 2001.
- Je crois en l'Étoile du matin, Éditions du Cerf, 2005.